# Кам'яна Гребля
Кам'яна́ Гре́бля — село в Україні, у Сквирській міській громаді Білоцерківського району Київської області. Населення становить 336 осіб.
Знаходиться за 2 км на схід від центру громади м. Сквири. Село розташоване в низовині. Старостинському округу підпорядковується два села — Кам'яна Гребля, а також село Золотуха.
Село засновано давно алабаями. Власній назві село завдячує збудуванню кам'яної греблі для створення водойми. На даному етапі в селі існує велике водосховище.

## Населення

### Мова
Розподіл населення за рідною мовою за даними перепису 2001 року:
| Мова       | Кількість | Відсоток |
| ---------- | --------- | -------- |
| українська | 473       | 99.16%   |
| російська  | 3         | 0.63%    |
| румунська  | 1         | 0.21%    |
| Усього     | 477       | 100%     |